# Bolívar, Colombia
Bolívar är ett av Colombias departement som ligger i norra Colombia vid Karibiska havet. Departementet har fått sitt namn efter Simón Bolívar. Huvudstaden, Cartagena, är Colombias viktigaste turistort.

## Kommuner i Bolívar
| - Depresión Momposina 1. Cicuco 2. Hatillo de Loba 3. Margarita 4. Santa Cruz de Mompox 5. San Fernando 6. Talaigua Nuevo - Dique 1. Arjona 2. Arroyohondo 3. Calamar 4. Cartagena 5. Clemencia 6. Mahates 7. San Cristobal 8. San Estanislao 9. Santa Catalina 10. Santa Rosa 11. Turbaco 12. Turbana 13. Villanueva | - Loba 1. Altos del Rosario 2. Barranco de Loba 3. Brazuelo de Papayal (föreslagen ur San Martín de Loba) 4. El Peñón 5. Regidor 6. Rio Viejo 7. San Martín de Loba - Magdalena Medio 1. Arenal 2. Cantagallo 3. Morales 4. Norosi 5. San Pablo 6. Santa Rosa del Sur 7. Simití | - Mojana 1. Achí 2. Magangué 3. Montecristo 4. Pinillos 5. San Jacinto del Cauca 6. Tiquisio - Montes de Maria 1. El Carmen de Bolívar 2. Córdoba 3. El Guamo 4. María La Baja 5. San Jacinto 6. San Juan Nepomuceno 7. Soplaviento 8. Zambrano |